# وهيلك (تشيشير)
وهيلك (بالإنجليزية: Wheelock, Cheshire)‏ هي قرية تقع في المملكة المتحدة في شمال غرب إنجلترا.